# Liatongus capricornis
Liatongus capricornis är en skalbaggsart som beskrevs av Gilbert John Arrow 1931. Liatongus capricornis ingår i släktet Liatongus och familjen bladhorningar. Inga underarter finns listade i Catalogue of Life.